# Điểm (hình học)
Trong hình học, điểm là một khái niệm nguyên thủy, không định nghĩa, là cơ sở để xây dựng các khái niệm hình học khác.

## Sơ lược về điểm
Điểm được hiểu như là một đối tượng trong không gian có kích thước mọi chiều bằng không. Một dấu chấm nhỏ có thể được coi là hình ảnh của điểm, cho nên một điểm thường được biểu diễn bằng một dấu •
Tên của một điểm thường được kí hiệu bằng một chữ cái La tinh in hoa như A, B, C, M, N... hoặc hiếm hơn là các chữ cái Hy Lạp.
Một điểm cũng là một hình hình học. Mỗi đường là tập hợp vô số các điểm. Ví dụ: đường tròn là tập hợp các điểm có cùng bán kính và tâm, đường thẳng, các đường conic (elip, parabol, hyperbol, đường tròn)...

## Một số thuật ngữ hình học về điểm
- Giao điểm: là một điểm thuộc hai hay nhiều đường phân biệt (có thể là đường thẳng, đường cong...)
- Gốc (của một tia): là điểm giới hạn của một nửa đường thẳng (hay còn gọi là một tia)
- Tiếp điểm
- Mút: là hai đầu của một đoạn thẳng, tức là hai điểm giới hạn đoạn thẳng đó
- Trung điểm: là một điểm nằm trên một đoạn thẳng và cách đều hai mút của đoạn thẳng ấy
- Đỉnh (đa giác): là các điểm chung của các cạnh của đa giác
- Tâm đường tròn: là điểm cách đều tất cả các điểm thuộc đường tròn
- Tâm của elip: là hai điểm mà tổng các khoảng cách từ chúng đến một điểm thuộc elip luôn bằng nhau

Một số điểm đặc biệt trong tam giác:
- Trọng tâm
- Điểm đối trung
- Trực tâm
- Điểm Brocard
- Tâm đường tròn ngoại tiếp tam giác
- Tâm đường tròn nội tiếp tam giác
- Tâm đường tròn bàng tiếp tam giác
- Tâm đường tròn Euler của tam giác

## Tô pô
Trong toán học tô pô, điểm được xem như là phần tử cơ sở, tập con nhỏ nhất của không gian tô pô (trừ tập hợp rỗng).